# Anolis allogus
Anolis alfaroi (іспанський прапоровий аноліс) — вид ігуаноподібних ящірок родини анолісових (Dactyloidae). Ендемік Куби.

## Поширення і екологія
Іспанські прапорові аноліси широко поширені на острові Куба, хоч і нерівномірно, а також спостерігалися на острові Ісла-де-ла-Хувентуд. Вони живуть в широколистяних тропічних лісах і мангрових заростях, а також на кавових плантаціях. Зустрічаються на висоті до 180 м над рівнем моря.